# Aloo pie

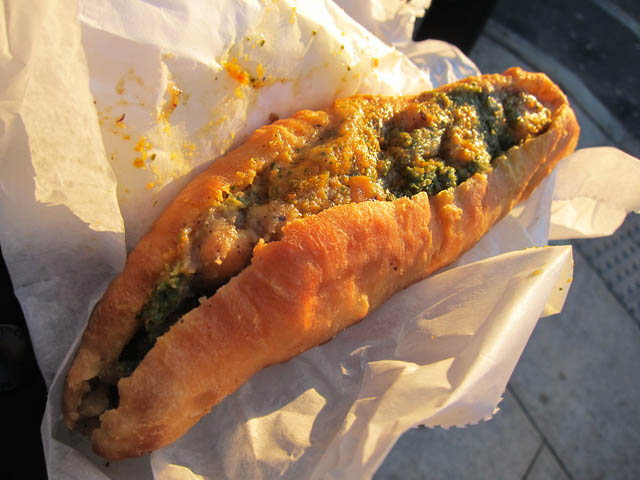
Un Aloo pie servido.

Aloo pie es una variedad de samosa vegetariana hindú que es muy popular en Trinidad y Tobago. Se suele rellenar de puré de papa (aloo es una romanización del Hindi para la palabra "patata" o "papa") generalmente condimentada y acompañada con otras verduras como guisantes. La forma y tamaño es muy similar a un calzone italiano (y por lo tanto más grande que las samosas). Es muy habitual servir el aloo pie con condimentos dulces y ácido conocidos como "imli ki chutney".